# 王力雄
王 力雄（おう りきゆう、ワン・リーション、1953年5月2日 - ）は中華人民共和国の作家。北京在住のチベット人作家ツェリン・オーセルの夫。

## 経歴
祖籍は山東省黄県。漢族。1953年5月2日吉林省長春市生まれ。父親は長春第一汽車廠（長春第一自動車工場）の幹部（文革前は副工場長）、母親は長春電影製片廠（長春映画製作所）の編集者。
1966年小学校卒業時に文化大革命がおこり、中学には一日も行かなかった。1968年に「走資派」かつ「ソ連修正主義のスパイ」とされ長期拘留されていた父親が自殺。1969年「牛棚」（牛小屋の意、知識人とかつて資本家だった人々を収容し強制労働させた施設）から釈放された母親とともに農村に行く。生産隊に編入され4年間農作業に従事する。この頃詩作を始める。
1973年「工農兵学員」として、吉林工業大学自動車専攻に入学。1975年に「逐層逓選制」のアイデアが生まれ、今日まで研究を続けている。1977年卒業後長春第一汽車廠に配属され、当初は工場現場の工員となり、一年後に現場の技術員となる。小説と映画シナリオを書き始める。
1978年、希望して湖北省の第二汽車廠（現在の東風汽車）に異動、コンピュータの企業管理への応用に取り組む。その間「民主の壁」活動に参加し、地下文芸誌『今天』に最初の小説『永久機関患者』を発表。1980年に「出向」の形式で第二汽車廠を離れ、映画シナリオを書き、映画制作班で活動。これ以降体制組織を離れた。
1983年に最初の長編小説『天国の門』を執筆。1984年単独で黄河の源流からタイヤチューブをつないで作った筏に乗って1200キロメートルを漂流し、黄河上流部のチベット人地区を横断。これ以降チベットに関心を寄せる。1985年から1986年にかけてノンフィクション『漂流』を執筆。1988年中国作家協会に加入。1988年より小説『黄禍』を書き始め、1991年に出版。1999年に香港の雑誌『亜洲週刊』で20世紀の100冊の最も影響を与えた中国語小説の第41位に選ばれる。
1991年から1994年にかけて『溶解権力―逐層逓選制』を執筆し、1998年に出版。1995年から1998年にかけて『天葬－西蔵の命運』を執筆。その間チベット自治区と周辺のチベット人地区を10回旅行し、チベット滞在期間は累計2年に上り、チベット人地区全域を踏破した。
1994年、梁従誡、楊東平、梁暁燕らと中国最初の環境NGO「自然の友」を創設し、中心メンバーの一人として各種のプロジェクトを実施した。しかし、王力雄がチベット仏教僧の死刑に疑義を呈したことから、当局が自然の友に対し当時事務局長だった王力雄を除名しなければ団体登録を認めず強制解散させると圧力をかけたため、王力雄は2003年に自然の友から除名された。
1999年1月より新疆（東トルキスタン）における民族問題に関する著作執筆のため、新疆ウイグル自治区で資料収集を開始。同年1月29日に新疆自治区国家安全庁（上級機関の国家安全部は旧ソ連のKGBに相当する諜報機関）に国家機密窃取の容疑で拘束（法手続きを踏んだ正式な逮捕ではない）され、42日後に解放された。その経緯を『新疆追記』にまとめ、インターネット上で公表。同年、散文集『自由人心路』を出版。
2001年声明を発表し、中国作家協会を退会。2002年4月『ダライ・ラマとの対話』を出版。2004年末チベット人作家ツェリン・オーセル(tshe ring od zer, 茨仁唯色）(または唯色・ウーセル・オーセルとも）と結婚。2006年1月『逓進民主』を出版。2007年10月『我的西域、你的東土』（私の西域、君の東トルキスタン）を台湾で出版。2008年12月、論考部分を削った『黄禍 新世紀版』を台湾で出版した。2009年3月、初版への批判にこたえて新たな論考を注釈として増補した『天葬』増補改訂版を台湾で出版した。
2008年3月22日、3月におこったチベット騒乱での中国政府の強圧的弾圧と民族文化破壊を批判して少数民族の権利を尊重することを求める声明（中国知識人有志のチベット情勢処理に関する12点の意見）が発表されたが、その起草者は王力雄であった。この民族和解への働き掛けがチベットのための国際委員会(International Campaign for Tibet)から評価され、2009年10月署名者全員に「真実の光賞」が授与され、署名者を代表して王力雄がワシントンでダライ・ラマから賞を受け取った。
2009年11月16日に東京工業大学において王力雄のビデオ講義が行われた。
2011年3月10日、『私の西域、君の東トルキスタン』日本語訳出版を機に日本の市民有志の招きで来日し、翌日の東北太平洋沖地震に遭遇したが、大阪から東京へと10日余り日本に滞在し、その間各地で対話集会や研究会に参加し、中国の現状についての報告を行った。
2015年12月に日本に向けて出国しようとしたところ「国家の安全」を理由に当局により北京空港で出国阻止された。共産党一党独裁の崩壊を描いた近未来小説『黄禍』の日本語版出版直後であり、王の言動に注目が集まることを嫌ったとみられている。

## 受賞歴
- 2002年6月、北京当代漢語研究所より2002年当代漢語貢献賞を受賞。
- 2002年6月、独立中文ペンセンター（独立中文筆会）より第一回創作の自由賞を受賞。
- 2003年7月、米国のNGOヒューマンライツ・ウオッチより廖亦武、劉賓雁とともにヘルマン・ハメット賞（Hellman/Hammett grants）を受賞。
- 2009年10月、チベットのための国際委員会（International Campaign for Tibet）より真実の光賞(Light of Truth Award)受賞。

## 主な著作
- 『黄禍』（「保密」というペンネームで出版）1991年4月、明鏡出版社、香港
- 『天葬―西蔵的命運』1998年3月、明鏡出版社、香港
- 『溶解権力―逐層逓選制』1998年12月、明鏡出版社、香港
- 『逓進民主』、2006年1月、大塊文化出版股份有限公司、台北
- 『我的西域、你的東土』、2007年10月、大塊文化出版股份有限公司、台北
  - 日本語訳『私の西域、君の東トルキスタン』、馬場裕之訳、劉燕子解説、2011年、集広舎（福岡）
- 『黄禍 新世紀版』、2008年12月、大塊文化出版股份有限公司、台北
  - 『黄禍』、横澤泰夫訳、集広舎、2015年
- 『天葬』増補改訂版、2009年3月、大塊文化出版股份有限公司、台北
- 『聴説西蔵』（ウーセルとの共著）、2009年5月、大塊文化出版股份有限公司
  - 日本語訳『チベットの秘密』、劉燕子編訳、集広舎、2012年
- 『大典』、2017年12月、大塊文化出版股份有限公司
  - 日本語訳『セレモニー』、金谷譲訳、藤原書店、2019年
- 『転世』、2020年7月、雪域出版社、台北

日本版オリジナル
- 王柯と『「ハイテク専制」国家・中国　内側からの警告』藤原書店、2022年。日本在住の歴史学者との往復書簡